# غرفة

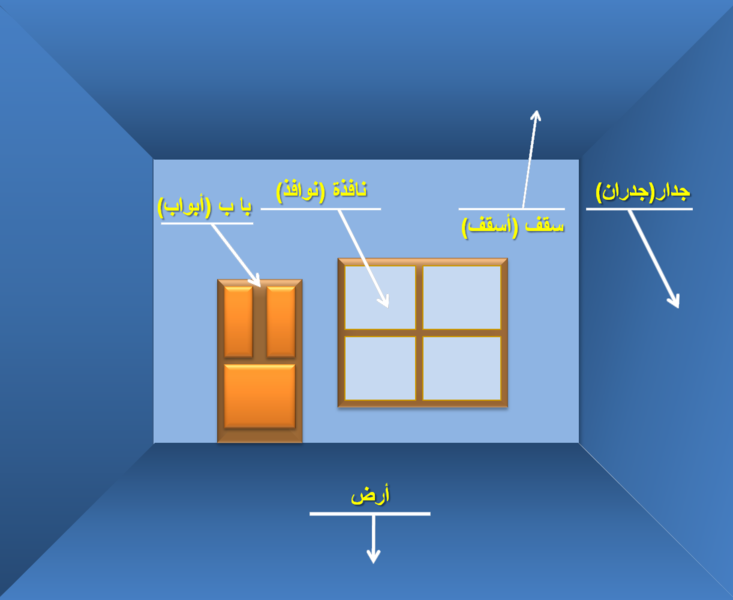
المكونات الأساسية للغرفة دون الأثاث والإكسسوارات.

الغُرفة هي الحيز في المكان أو المبنى، تستخدم لشتى الأغراض. الغرفة أحد وحدات المنزل، وقد تكون مخصصة للنوم، أو الجلوس أو مضافة أو مطبخ وغيرها. وحيت تتحدث بصورة عامة فيصلح التعبير عن أي حيز بكلمة غرفة. كما أن للغرفة مفاهيم أكبر من الاستخدام الخاص فقد تكون غرفة مكتب في شركة، أو أن المؤسسة نفسها تعرف باسم غرفة مثل غرفة التجارة وغرفة الصناعة وغرفة صناعة السينما وغيرها من المؤسسات. كما تستخدم في الصناعة كغرفة الاحتراق وغرفة التأين وغيرها.
كلما زاد عدد الغرف زادت كلفة البناء، وزادت كمية احتياجات المبنى لمختلف المفروشات والإكسسوارات.
لتلبية جميع الاحتياجات